# Линия M3 (Милан)
Линия M3 (итал. Linea M3) — третья линия Миланского метрополитена, соединяющая северную часть города с южной. Конечные станции: Мачиакини (Maciachini) на севере и Сан-Донато (San Donato) на юге. Линия M3 также известна как «жёлтая линия» из-за цвета на карте метрополитена и цвета, используемого в оформлении станций и поездов. жёлтая линия пересекает линию М1 на станции Дуомо (Duomo), линию М2 на станции Чентрале (Centrale) и линию М5 на станции Зара (Zara).
Протяжённость линии — 17,1 км. На ней расположены 21 станций.

## История
Жёлтая линия была третьей построенной линией Миланского метро. Работы начались 8 сентября 1981 года, а первый перегон был открыт только 3 мая 1990 года между станциями Чентрале и Дуомо. Работы сопровождались рекламной кампанией, ставшей известной благодаря многочисленным плакатам «La Linea 3 Avanza!».
Даты завершения строительства участков:
- 3 мая 1990: Centrale — Duomo
- 16 декабря 1990: Duomo — Porta Romana
- 12 мая 1991: Porta Romana — San Donato e Centrale — Sondrio
- 16 декабря 1995: Sondrio — Zara
- 8 декабря 2003: Zara — Maciachini
- 26 марта 2011: Maciachini — Comasina

Проводится изучение возможности продления линии в южном направлении от станции Сан-Донато до коммуны Паулло.

## Депо и подвижной состав

Схема линий Миланского метро

## Пересадки
| Пересадка на линию | Со станции  | На станцию  |
| ------------------ | ----------- | ----------- |
|                    | Дзара       | Дзара       |
|                    | Чентрале ФС | Чентрале ФС |
|                    | Дуомо       | Дуомо       |